# Университет Хазар
Университет Хаза́р (азерб. Xəzər Universiteti, англ. Khazar University) — высшее учебное заведение Азербайджана.

## История
Университет Хазар был создан 18 марта 1991 года распоряжением № 41 Кабинета Министров Азербайджана
20 декабря 1990 года принято распоряжение № 286 Совета Министров Азербайджанской ССР о проведении подготовительных работ по созданию этого университета. 
10 апреля 1993 года Высшей государственной экспертной комиссией при Министерстве образования выдано экспертное заключение. В 1995 году данной комиссией проведена повторная экспертиза, и 4 марта 1995 года  выдано заключение. 
15 февраля 2011 года Министерством образования выдана лицензия № 070976 на 5 лет. 
28 октября 2011 года приказом №1726 Министерства образования выдана государственная аккредитация сроком на 5 лет. 
25 февраля 2016 года продлена лицензия на образовательную деятельность. 
18 июля 2019 года выдана государственная аккредитация на период 2016/2017 — 2020/2021 учебных годов.
Учредителем и председателем Совета директоров и попечителей университета является профессор Гамлет Исаханлы.
Университет является первым частным высшим учебным заведением в Азербайджане и одним из первых негосударственных ВУЗов на постсоветском пространстве.

## Общие сведения
В университете работают более 200 научных работников и преподавателей, в том числе 40 докторов наук, 100 кандидатов наук (PhD). Работают также приглашённые из университетов США, Европы и Азии зарубежные специалисты.
Университет имеет широкую материально-техническую базу. Функционируют издательство, типография, научные и учебные лаборатории. Издаются газеты и научные журналы. 
Фонд библиотеки содержит более 200 тысяч книг на азербайджанском, русском, английском, французском, немецком, персидском, турецком, арабском, японском, испанском, итальянском, китайском и других языках, десятки тысяч бумажных и электронных научных журналов.
В университете имеются 7 компьютерных центров. Основной язык обучения — английский. Вместе с тем, слабо владеющие (или не владеющие) английским абитуриенты тоже могут поступить в университет Хазар. Они начинают с интенсивного обучения английскому языку. Лучшие студенты получают возможность продолжить образование в университетах США, Канады, Западной, Средней и Восточной Европы, Дальнего Востока.
Более 15 % студентов, обучающихся в университете Хазар, составляют иностранцы.
На 2023 год в университете функционировало 5 факультетов, 19 кафедр. Университет подготавливает по 36 специальностям бакалавриата, 30 специальностям магистратуры, 23 специальностям докторантуры.
На 2023 год в университете обучался 3 501 студент. Из них 2 952 студента бакалавриата, 486 студентов магистратуры, 63 студента докторантуры. 
Численность профессорско-преподавательского состава составляет 127 человек. 210 преподавателей работает на почасовой основе или в качестве замены. 
Университет расположен в 6 кампусах: Нефтчиляр, Центральный кампус, Бинагадинский, Бузовна, 20 января, Сумгаитский.

## Факультеты
В университете функционирует 5 факультетов:
- Факультет инженерных и прикладных наук
- Факультет экономики и менеджмента
- Факультет гуманитарных, социальных наук и образования
- Факультет естественных наук, искусства и технологий
- Факультет экономики и бизнеса

## Специальности
Проводится подготовка кадров по следующим специальностям:
Инженерные и прикладные науки:
- Инженер по разработке нефтяных и газовых месторождений
- Инженер по компьютерам
- Компьютерные науки
- Гражданское строительство
- Электроника и телекоммуникации
- Химическая инженерия
- Механическая инженерия
- Биомедицинская инженерия
- Дизайн
- Анализ и функциональный анализ
- Дифференцированные уравнения
- Системный анализ, управление и обработка информации

Экономика и менеджмент:
- Бухгалтерский учет и аудит
- Финансы
- Экономика
- Менеджмент
- Маркетинг
- Управление бизнесом
- Международная экономика
- Управление проектами

Гуманитарные и социальные науки:
- Азербайджанский язык и литература
- Английский язык и литература (вторая специальность — арабский или персидский язык)
- Переводческая работа
- Журналистика (вторая специальность — английский язык)
- Политология
- Регионоведение
- Международные отношения
- Германские языки
- Мировая литература
- История Азербайджана

Педагогический
- Учитель начальной школы
- Учитель Азербайджанского языка и литературы
- Учитель Английского языка и литературы
- Учитель математики и информатики
- Учитель физики
- Учитель химии
- Учитель биологии
- Учитель географии
- Управление образованием
- История и философия образования

## Институты и центры
В университете действуют следующие центры:
- Центр развития университета
- Библиотечно-информационный центр
- Отдел магистратуры, докторантуры и научных исследований
- Словарный и энциклопедический центр
- Центр психологической консультации и психотерапии[14]
- Институт политики образования

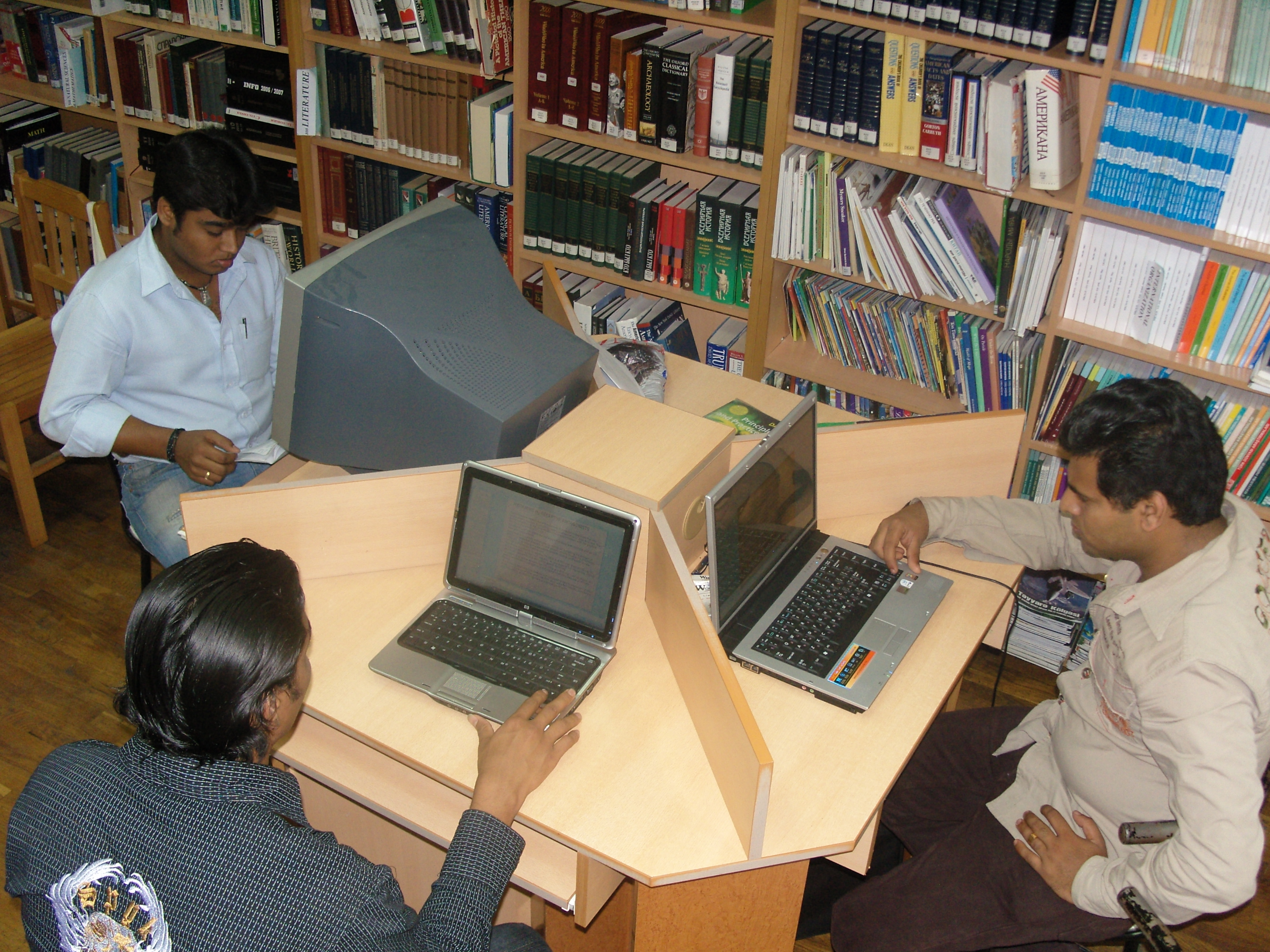
Студенты университета Хазар в библиотеке

- Студенты университета Хазар в библиотекеЦентр трудоустройства студентов и выпускников
- Юридическая клиника Хазар
- Центр переводческих исследований
- Центр дистанционного образования
- Семинар науки и искусства
- Центр обеспечения качества образования
- Центр поддержки научных исследований
- Центр регионоведения
- Центр миграционных исследований
- Технопарк
- Медиа-центр
- Интернет институт

## Школа «Дунья»
Школа «Дунья́» при университете является одной из первых частных средних школ Азербайджана, где также функционируют подготовительные классы для детей от 3 до 5 лет.
16 января 2009 года школа получила международный статус, пройдя аккредитацию организации «International Baccalaureate» (IBO). Занятия в 10 и 11 классах проводятся на английском языке на основе программы IBO.
Выпускники школы получают диплом IBO и общегосударственный аттестат. Выпускников с дипломом İBO в качестве студентов принимают многие, в том числе и ведущие университеты мира без экзаменов или после собеседования.

## Издательство
С момента создания университета при нём действует издательство «Khazar University Press». Осуществляется издание учебников, монографий, материалов конференций, научно-исследовательских журналов. Издательство расположено в главном корпусе.
Университетом издаются следующие журналы:
- «Khazar Journal of Humanities and Social Sciences» (журнал индексируется Web of Science)
- «Khazar Journal of Science and Technology»
- «Azerbaijani Archeology Journal» (издаётся с 1999 года кафедрой истории и археологии)

## Ректоры
- Гамлет Исаханлы (1991—2010)
- Джон Райдер (сентябрь 2010 — 2012)
- Хассан Никнафс (2013—2015)
- Ирада Халилова[азерб.] (2016 — 1 января 2025)[18]
- Мухаммед Нуриев[азерб.] (и.о.) (с 15 марта 2025)[18]

## Музеи университета
- Музей ковров
- Музей ювелирных дел
- Музей народной одежды
- Музей кукол